# Gráfico de Coates
En matemáticas, el gráfico de Coates o el gráfico de flujo de Coates, que lleva el nombre de C. L. Coates, es un gráfico asociado con el método de Coates para la solución de un sistema de ecuaciones lineales.
El gráfico de Coates Gc (A) asociado con una matriz A n × n es un gráfico dirigido, etiquetado, ponderado y de n nodos. Los nodos, etiquetados del 1 al n, están asociados cada uno con la fila/columna correspondiente de A. Si ingresa aji ≠ 0, entonces hay un borde dirigido desde el nodo i al nodo j con un peso aji. En otras palabras, la gráfica de Coates para la matriz A es aquella cuya matriz de adyacencia es la transpuesta de A.